# 阮志清
阮志清（發音：[ŋwiən˦ˀ˥ t͡ɕi˧˦ tʰajŋ̟˧˧]；1914年1月1日—1967年7月6日），越南劳动党中央政治局委员、越南人民军总政治局主任，大将军衔。

## 生平
阮志清出生于越南中部承天府广田县粘扶社一个贫农家庭，原名阮文詠（Nguyễn Văn Vịnh)。他在1938年加入印度支那共产党（今越南共产党），任党支部书记和承天省委书记。1938年至1943年曾3次被法国殖民当局逮捕。1945年8月当选为中央委员，任中圻（今中部）委员会书记。
1947年至1948年任承天省委书记和平治天分区区委书记。1948年底至1950年6月任第4联区区委书记，同时负责越南青年工作。1950年6月调到军队工作，长期担任越南人民军总政治局主任、越南人民军政委和中央军委副书记。曾任国防会议委员。1951年2月越南劳动党二大上當选中央委员、中央政治局委员。1961年起任中央农村工作部部长。50年代末至60年代初曾担任越南青年联盟主席、越南祖国阵线中央委员会主席团委员。1959年8月31日晋升为大将。此时，越南人民军仅有武元甲、阮志清两位大将。不同于其他越南人民军建军元老，如武元甲、黄文太、朱文晋和洪水等人亲近中国的立场，阮志清对中国持排斥甚至一度敌视的态度，因而与越南反华派人物黎笋关系密切，从而成为黎笋在军中制衡武元甲等人的一股势力。
1960年9月越党三大继续当选为中央政治局委员，并当选中央书记处书记。1965年任越南劳动党南方局第一书记和越南南方抗美战争前线总指挥。1966年在武元甲对北越正规军大规模介入南方战事持谨慎态度时，阮志清在《学习》（Học Tập）杂志上撰文反击：在南方进行战略进攻是取得胜利的正确的政策，反对此观点的那些人的论点“不逻辑”。阮志清于1967年7月6日因心脏病突发在河内逝世。阮志清去世后，黎笋以另一反华将领文进勇继续代替其在军中的势力，并逐渐在与武元甲等人的争斗中占据上峰，从而使黎笋在1969年胡志明逝世后完全控制了军队。
阮志清曾发表过许多文章，常用的笔名有长山、阮文詠、海花、武文豪等。

## 勋章
曾荣获越南英雄金星奖章1枚、越南胡志明勋章2枚、越南一级军功勋章1枚、越南一级战功勋章1枚、越南一级战绩勋章1枚。

## 家庭
- 妻子：阮氏菊（Nguyễn Thị Cúc）
- 儿子：阮志咏